# Согрин, Олег Владимирович
Оле́г Влади́мирович Со́грин (род. 29 января 1970, Иваново, РСФСР, СССР) — советский и российский волейболист и тренер. Игрок сборной России (1993). Бронзовый призёр чемпионата Европы (1993), двукратный чемпион России (1992 и 1993). Центральный блокирующий, диагональный. Мастер спорта СССР. Рост 205 см.

## Биография
Родился 29 января 1970 года в Иванове. В детстве с родителями переехал в Тулу, где в 12 лет начал серьёзно заниматься спортом — первоначально плаванием. Однако Игорь Александрович Акимов уговорил перейти в волейбол, тем самым став его первым тренером в этом виде спорта.
В 1986 году Согрин получил приглашение в ленинградский клуб «Автомобилист», который возглавлял выдающийся тренер Вячеслав Платонов. За «Автомобилист» (Ленинград, позднее Санкт-Петербург) Олег Согрин выступал с 1988 по 1996 год. В его составе стал двукратным чемпионом России, серебряным и бронзовым призёром чемпионата СССР, обладателем Кубка СССР и Кубка ЕКВ.
В 1996—2002 годах Олег Согрин играл в клубах дальнего зарубежья. Изначально он подписал контракт с волейбольный клубом «Канн» (Франция). Через год уехал в Италию, где отыграл два сезона. В 1999-м перебрался в греческий клуб «Арис». Перед возвращением в Россию вернулся в Италию, перейдя в клуб «Ливорно».
В 2002 году Согрин подписал контракт с ярославским «Нефтяником». Впоследствии выступал ещё за «Искру» (Одинцово), ЗСК-«Газпром» (Сургут) и снова за «Нефтяник». В составе «Искры» Олег Согрин стал серебряным призёром Лиги чемпионов ЕКВ.
В 1993 году играл за сборную команду России. Дебютный матч за неё провёл 29 мая 1993 года в Москве в рамках Мировой лиги. В сентябре 1993 года стал бронзовым призёром чемпионата Европы в Финляндии.
В 2009 году, по завершении карьеры игрока, работал тренерском в штабе второй сборной России.
С осени 2009 года по январь 2021 года являлся главным тренером волейбольного клуба «Динамо-Ленинградская область». На этом посту провел с командой свыше 300 матчей, тем самым установив клубный рекорд. В 2016 году вывел команду в суперлигу. Лучшим достижением «Динамо-ЛО» в элитном дивизионе стало 9-е место в сезоне 2018/19.

## Достижения

#### В качестве игрока
«Автомобилист» (Ленинград / Санкт-Петербург)
- Чемпион России: (2) 1992, 1992/1993
- Серебряный призёр чемпионата СССР: 1989/1990
- Бронзовый призёр чемпионата СССР: 1988/1989
- Бронзовый призёр чемпионата России: 1994/95
- Обладатель Кубка СССР: 1989
- Обладатель Кубка Европейской конфедерации волейбола: 1988/89
- Финалист Кубка России: 1995
- Финалист Кубка Европейской конфедерации волейбола: 1989/90

 «Искра» (Одинцово)
- Финалист Лиги чемпионов — 2003/04

 Сборная России
- Бронзовый призёр чемпионата Европы: 1993

### В качестве тренера
«Динамо-ЛО» (Сосновый Бор)
- Победитель высшей лиги «А» (II дивизион) чемпионата России: 2015/2016
- Серебряный призёр высшей лиги «А» (II дивизион) чемпионата России: (2) 2012/2013, 2014/2015

## Семья
Женат. Жена Елена. Сыновья Роман (1995 г. р.) и Антон (2006 г. р.).